# Catarina Wentin
Catarina Wentin, född 1637, död 1707, även kallad Mutter Catrin, var en svensk (ursprungligen tysk) barnmorska. Hon har benämnts som den mest kända barnmorskan i den svenska historien. Hon var kunglig hovbarnmorska under Karl XI:s regeringstid.  
Wentin kom ursprungligen från Tyskland, och inkallades till Sverige inför dåvarande drottningens förestående förlossning år 1682. Hon förlöste sedan drottning Ulrika Eleonora när Karl XII föddes. Som villkor hade hon krävt 600 daler i silver, en bostad nära kungliga slottet, titeln Kunglig Hovbarnmorska och frihet att utöva sitt yrke i staden under särskilt kungligt beskydd i stället för under övervakning av magistraten. Alla hennes krav tillgodosågs, och hennes lön höjdes dessutom till 800 daler. Wentin arbetade inte endast vid hovet, utan arbetade på drottningens begäran även bland de fattiga. 
Hon hade stora kunskaper i medicin och var respekterad av den svenska läkarkåren. Catarina skrev ingen bok men ledamoten i Collegium Medicum , Johan von Hoorn, refererar till henne i sin bok Den svenska wäl-öfwande Jord-gumman, som gavs ut 1697.